# Hempro (budova)
Hempro (v srbské cyrilici Хемпро) je název budovy, která se nachází v srbské metropoli Bělehradu, na třídě Terazije v centru města. Jedná se o kulturní památku. Nachází se na adrese Terazije 8.
V prvním patře se nacházela vstupní hala prostory pro reprezentaci a komunikaci s veřejností, druhé patro bylo určené pro reprezentativní prostory společnosti Hempro a třetí až šesté patro byly určeny jako kancelářské prostory. Na budově obložené bílým kamenem bylo nápadné především rozčlenění hlavní fasády, kterým se architekt vyhnul jednoduchosti funkcionalistických staveb.

## Historie
Stavba vznikla dle návrhu architekta Alekseje Brkiće v závěru 50. let 20. století. Byla vybudována pro potřeby státního podniku, který se v Jugoslávii zabýval vývozem chemických výrobků do zahraničí. Potřeba vzniku reprezentativního sídla společnosti se ukázala v roce 1953 a bylo rozhodnuto o stavbě moderní budovy. Ta vznikla na místě původní známé restaurace s názvem Zlatna slavina. Pozemek byl v rámci různých vln znárodnění původnímu majiteli vyvlastněn, kavárna zbourána a následně začaly přípravné práce pro mnohopatrovou moderní administrativní budovu. Její výšku však omezovaly městské předpisy na maximální počet pater a tak byla vybudována tak, aby odpovídala všem ostatním objektům na třídě Terazije.
Přípravné práce na realizaci stavby probíhaly v letech 1954 a 1955. Realizace byla odložena i kvůli výstavbě nedalekého Terazijského tunelu. Podle původních plánů měly být stavební práce dokončeny v závěru roku 1955, některé drobné úpravy interiéru však probíhaly ještě i v následujícím roce. Svému účelu začala stavba sloužit v roce 1957.